# João-do-tepui
Rabo-espinhoso-dos-tepuis ou joão-do-tepui (Cranioleuca demissa) é uma espécie de ave da família Furnariidae.
Pode ser encontrada nos seguintes países: Brasil, Guiana e Venezuela.
Os seus habitats naturais são: regiões subtropicais ou tropicais húmidas de alta altitude.